# 음악의 주사위 놀이
《음악의 주사위 놀이》(Musikalisches Würfelspiel, K. 516f)는 볼프강 아마데우스 모차르트의 작품으로, 주사위를 던져서 곡을 만드는 체계이다.
16마디의 미뉴에트와 16마디의 트리오로 되어 있는데, 악보는 표로 되어 있어서 각각의 마디를 연주하기 전에 주사위를 던져서 서로 다른 음형중 주사위 값에 해당하는 것을 선택하도록 되어 있다. 미뉴에트에는 마디마다 11가지 음형이 있고, 트리오에는 6가지가 있다. 따라서 16마디의 미뉴에트와 16마디의 트리오를 만들 수 있는 경우의 수는 1116×616 = 129,629,238,163,050,258,624,287,932,416가지이다.
무작위로 무엇을 연주할지 선택한다는 개념은 20세기 우연성 음악에 본격적으로 쓰이게 되었다.

## 같이 보기
- 《음악의 유희》